# Delphi Technologies
Delphi Technologies PLC è una società che fornisce componenti per l'industria automobilistica.

## Storia
Il 5 dicembre 2017 Delphi Automotive rinomina la società in Aptiv e scorpora la divisione powertrain e aftermarket nella nuova società Delphi Technologies PLC. Viene quotata al S&P MidCap 400 Index il giorno successivo.
La società produce meccatronica per l'automotive e veicoli commerciali. L'azienda ha 20000 dipendenti, inclusi 5000 ingegneri. Il suo quartier generale è a Londra nel Regno Unito, e conta centri tecnici, stabilimenti di produzione e servizi di supporto clienti in 24 paesi del mondo.
Liam Butterworth, già alla guida della Delphi Automotive global powertrain dal 2014, diventa CEO. Nell'ottobre 2018, rassegna le dimissioni e l'ex direttore della Tenneco COO Hari Nair diventa il nuovo CEO ad interim. Il 7 gennaio 2019, Richard Dauch diventa CEO.